# Cupa EHF Feminin 2017-2018 - faza grupelor
Acest articol descrie faza grupelor din Cupa EHF Feminin 2017-2018.

## Distribuția în urnele valorice
Următoarele echipe s-au calificat în această fază a competiției:
| Echipă        | Echipă             |
| ------------- | ------------------ |
| Byasen HE     | Kuban Krasnodar    |
| Randers HK    | H 65 Höör          |
| Viborg HK     | København Håndbold |
| HC Lada       | Issy Paris Hand    |
| SCM Craiova   | DHK Baník Most     |
| Kastamonu Bld | HC Zalău           |

| Echipă              | Loc                |
| ------------------- | ------------------ |
| GTPR Gdynia         | Locul 4 în Grupa A |
| Brest Handball      | Locul 4 în Grupa B |
| Larvik HK           | Locul 4 în Grupa C |
| Vipers Kristiansand | Locul 4 în Grupa D |

Cele 16 echipe calificate în faza grupelor au fost distribuite în 4 urne valorice. Echipele provenind din aceeași țară au fost distribuite în aceeași urnă, astfel încât în urma tragerii la sorți să fie extrase în grupe diferite.
| Urna 1                                                           | Urna a 2-a                                     | Urna a 3-a                                             | Urna a 4-a                                                              |
| ---------------------------------------------------------------- | ---------------------------------------------- | ------------------------------------------------------ | ----------------------------------------------------------------------- |
| - Brest Handball - Larvik HK - Vipers Kristiansand - GTPR Gdynia | - Randers HK - Viborg HK - HC Lada - H 65 Höör | - Issy Paris Hand - Byasen HE - SCM Craiova - HC Zalău | - DHK Baník Most - København Håndbold - Kuban Krasnodar - Kastamonu Bld |

Tragerea la sorți a fazei grupelor a fost transmisă în direct pe pagina de Facebook, pe canalul YouTube al EHF și printr-un live ticker. Extragerea a fost efectuată de Markus Glaser, Ofițer Sportiv al EHF, și de reprezentanți a patru cluburi: handbalistele Andreea Rădoi de la SCM Craiova și Florène Dassé de la Issy Paris, și oficialii Henrik Dahl Nielsen de la Viborg și Espen Nyhus de la Larvik. În urma tragerii la sorți au rezultat următoarele grupe:

## Grupele
|  | Echipele calificate în sferturile de finală |
|  | Echipele eliminate                          |

### Grupa A
| Echipa          | M | V | E | Î | GM  | GP  | G   | Pct |
| --------------- | - | - | - | - | --- | --- | --- | --- |
| Brest Handball  | 6 | 4 | 0 | 2 | 139 | 117 | +22 | 8   |
| SCM Craiova     | 6 | 4 | 0 | 2 | 146 | 134 | +12 | 8   |
| Kuban Krasnodar | 6 | 3 | 0 | 3 | 141 | 155 | −14 | 6   |
| Randers HK      | 6 | 1 | 0 | 5 | 124 | 144 | −20 | 2   |

| 7 ianuarie 2018 17:00 | Brest Handball          | 25 - 22 | SCM Craiova | Arena Brest, Brest Asistență: 3.024 Arbitri: Schols, Thomassen |
| 7 ianuarie 2018 17:00 | Coatanea, Stoiljković 5 | (13-10) | Florianu 7  | Arena Brest, Brest Asistență: 3.024 Arbitri: Schols, Thomassen |
| 7 ianuarie 2018 17:00 | 2× 3×                   | Cronică | 1× 3×       | Arena Brest, Brest Asistență: 3.024 Arbitri: Schols, Thomassen |

| 7 ianuarie 2018 19:30 | Randers HK | 20 - 23 | Kuban Krasnodar     | Arena Randers, Randers Asistență: 979 Arbitri: Sa, Sa |
| 7 ianuarie 2018 19:30 | Andersen 4 | (10-11) | Frolova, Gariaeva 4 | Arena Randers, Randers Asistență: 979 Arbitri: Sa, Sa |
| 7 ianuarie 2018 19:30 | 2×         | Cronică | 3× 2×               | Arena Randers, Randers Asistență: 979 Arbitri: Sa, Sa |

| 13 ianuarie 2018 18:00 | SCM Craiova | 23 - 17 | Randers HK | Sala Polivalentă, Craiova Asistență: 3.600 Arbitri: Pech, Vágvölgyi |
| 13 ianuarie 2018 18:00 | Florianu 6  | (16-6)  | Molid 7    | Sala Polivalentă, Craiova Asistență: 3.600 Arbitri: Pech, Vágvölgyi |
| 13 ianuarie 2018 18:00 | 4× 3×       | Cronică | 5× 3×      | Sala Polivalentă, Craiova Asistență: 3.600 Arbitri: Pech, Vágvölgyi |

| 14 ianuarie 2018 16:00 | Kuban Krasnodar | 22 - 28 | Brest Handball | Palatul Sporturilor „Olimp”, Krasnodar Asistență: 1.800 Arbitri: Chrzan, Janas |
| 14 ianuarie 2018 16:00 | Arișina 5       | (12-13) | Pineau 7       | Palatul Sporturilor „Olimp”, Krasnodar Asistență: 1.800 Arbitri: Chrzan, Janas |
| 14 ianuarie 2018 16:00 | 3×              | Cronică | 1× 2×          | Palatul Sporturilor „Olimp”, Krasnodar Asistență: 1.800 Arbitri: Chrzan, Janas |

| 20 ianuarie 2018 14:00 | Randers HK | 26 - 18 | Brest Handball | Arena Randers, Randers Asistență: 609 Arbitri: Korja, Metsämäki |
| 20 ianuarie 2018 14:00 | Molid 6    | (13-11) | N'Gouan 4      | Arena Randers, Randers Asistență: 609 Arbitri: Korja, Metsämäki |
| 20 ianuarie 2018 14:00 | 1×         | Cronică | 1× 3×          | Arena Randers, Randers Asistență: 609 Arbitri: Korja, Metsämäki |

| 21 ianuarie 2018 16:00 | Kuban Krasnodar | 28 - 26 | SCM Craiova       | Palatul Sporturilor „Olimp”, Krasnodar Asistență: 1.600 Arbitri: Aghakishi, Aghakishi |
| 21 ianuarie 2018 16:00 | Arișina 6       | (12-12) | cinci jucătoare 4 | Palatul Sporturilor „Olimp”, Krasnodar Asistență: 1.600 Arbitri: Aghakishi, Aghakishi |
| 21 ianuarie 2018 16:00 | 3× 2×           | Cronică | 5× 2×             | Palatul Sporturilor „Olimp”, Krasnodar Asistență: 1.600 Arbitri: Aghakishi, Aghakishi |

| 27 ianuarie 2018 18:00 | SCM Craiova | 30 - 24 | Kuban Krasnodar | Sala Polivalentă, Craiova Asistență: 3.800 Arbitri: Mertinian, Syrepisios |
| 27 ianuarie 2018 18:00 | Florianu 10 | (17-13) | Frolova 8       | Sala Polivalentă, Craiova Asistență: 3.800 Arbitri: Mertinian, Syrepisios |
| 27 ianuarie 2018 18:00 | 5× 3×       | Cronică | 4× 3×           | Sala Polivalentă, Craiova Asistență: 3.800 Arbitri: Mertinian, Syrepisios |

| 28 ianuarie 2018 17:00 | Brest Handball | 23 - 15 | Randers HK   | Arena Brest, Brest Asistență: 3.666 Arbitri: Rodríguez, Rosendo |
| 28 ianuarie 2018 17:00 | Sand 7         | (9-10)  | Thorngaard 4 | Arena Brest, Brest Asistență: 3.666 Arbitri: Rodríguez, Rosendo |
| 28 ianuarie 2018 17:00 | 2× 1×          | Cronică | 3× 2×        | Arena Brest, Brest Asistență: 3.666 Arbitri: Rodríguez, Rosendo |

| 3 februarie 2018 18:00 | SCM Craiova         | 16 - 15 | Brest Handball | Sala Polivalentă, Craiova Asistență: 4.000 Arbitri: Hájek, Macho |
| 3 februarie 2018 18:00 | Klikovac, Vizitiu 3 | (5-9)   | Pineau 6       | Sala Polivalentă, Craiova Asistență: 4.000 Arbitri: Hájek, Macho |
| 3 februarie 2018 18:00 | 1× 2×               | Cronică | 4× 3×          | Sala Polivalentă, Craiova Asistență: 4.000 Arbitri: Hájek, Macho |

| 4 februarie 2018 16:00 | Kuban Krasnodar | 28 - 21 | Randers HK | Palatul Sporturilor „Olimp”, Krasnodar Asistență: 1.800 Arbitri: Arnautović, Jović |
| 4 februarie 2018 16:00 | Golub 7         | (12-8)  | Andersen 4 | Palatul Sporturilor „Olimp”, Krasnodar Asistență: 1.800 Arbitri: Arnautović, Jović |
| 4 februarie 2018 16:00 | 3×              | Cronică | 4× 3×      | Palatul Sporturilor „Olimp”, Krasnodar Asistență: 1.800 Arbitri: Arnautović, Jović |

| 11 februarie 2018 14:00 | Randers HK | 25 - 29 | SCM Craiova         | Arena Randers, Randers Asistență: 710 Arbitri: Ben-Dan, Faran |
| 11 februarie 2018 14:00 | Molid 7    | (14-17) | Florianu, Vizitiu 7 | Arena Randers, Randers Asistență: 710 Arbitri: Ben-Dan, Faran |
| 11 februarie 2018 14:00 | 2× 3×      | Cronică | 6× 2×               | Arena Randers, Randers Asistență: 710 Arbitri: Ben-Dan, Faran |

| 11 februarie 2018 15:00 | Brest Handball      | 30 - 16 | Kuban Krasnodar | Arena Brest, Brest Asistență: 3.919 Arbitri: Merz, Schilha |
| 11 februarie 2018 15:00 | Coatanea, Tissier 5 | (12-9)  | Golub 4         | Arena Brest, Brest Asistență: 3.919 Arbitri: Merz, Schilha |
| 11 februarie 2018 15:00 | 6× 1×               | Cronică | 3×              | Arena Brest, Brest Asistență: 3.919 Arbitri: Merz, Schilha |

### Grupa B
| Echipa              | M | V | E | Î | GM  | GP  | G   | Pct |
| ------------------- | - | - | - | - | --- | --- | --- | --- |
| HC Lada             | 6 | 5 | 0 | 1 | 160 | 147 | +13 | 10  |
| Vipers Kristiansand | 6 | 3 | 0 | 3 | 156 | 150 | +6  | 6   |
| Issy Paris Hand     | 6 | 2 | 1 | 3 | 146 | 156 | −10 | 5   |
| København Håndbold  | 6 | 1 | 1 | 4 | 162 | 171 | −9  | 3   |

| 6 ianuarie 2018 17:00 | Vipers Kristiansand | 22 - 23 | Issy Paris Hand | Aquarama, Kristiansand Asistență: 1.512 Arbitri: Stark, Ștefan |
| 6 ianuarie 2018 17:00 | trei jucătoare 4    | (12-14) | Abbingh 6       | Aquarama, Kristiansand Asistență: 1.512 Arbitri: Stark, Ștefan |
| 6 ianuarie 2018 17:00 | 2× 3×               | Cronică | 1× 3× 1×        | Aquarama, Kristiansand Asistență: 1.512 Arbitri: Stark, Ștefan |

| 7 ianuarie 2018 15:00 | HC Lada    | 27 - 24 | København Håndbold | Sportkomplex USK „Olimp”, Toliatti Asistență: 2.500 Arbitri: Hatipoğlu, Şimşek |
| 7 ianuarie 2018 15:00 | Vedehina 7 | (12-14) | Nielsen 6          | Sportkomplex USK „Olimp”, Toliatti Asistență: 2.500 Arbitri: Hatipoğlu, Şimşek |
| 7 ianuarie 2018 15:00 | 4× 2×      | Cronică | 4× 3× 1×           | Sportkomplex USK „Olimp”, Toliatti Asistență: 2.500 Arbitri: Hatipoğlu, Şimşek |

| 12 ianuarie 2018 20:30 | Issy Paris Hand | 17 - 27 | HC Lada     | Stade Pierre de Coubertin, Paris Asistență: 600 Arbitri: Bennani, Bennani |
| 12 ianuarie 2018 20:30 | Abbingh 5       | (8-17)  | Dmitrieva 8 | Stade Pierre de Coubertin, Paris Asistență: 600 Arbitri: Bennani, Bennani |
| 12 ianuarie 2018 20:30 | 5× 2×           | Cronică | 4× 2×       | Stade Pierre de Coubertin, Paris Asistență: 600 Arbitri: Bennani, Bennani |

| 13 ianuarie 2018 16:00 | København Håndbold | 30 - 25 | Vipers Kristiansand | Frederiksberg Opvisningshal, Frederiksberg Asistență: 844 Arbitri: Hofer, Schmidhuber |
| 13 ianuarie 2018 16:00 | Rej 8              | (16-13) | Arntzen 6           | Frederiksberg Opvisningshal, Frederiksberg Asistență: 844 Arbitri: Hofer, Schmidhuber |
| 13 ianuarie 2018 16:00 | 4× 3×              | Cronică | 2× 1×               | Frederiksberg Opvisningshal, Frederiksberg Asistență: 844 Arbitri: Hofer, Schmidhuber |

| 20 ianuarie 2018 16:00 | HC Lada    | 29 - 24 | Vipers Kristiansand | Sportkomplex USK „Olimp”, Toliatti Asistență: 2.700 Arbitri: Antić, Jakovljević |
| 20 ianuarie 2018 16:00 | Vedehina 9 | (14-12) | Kristiansen 7       | Sportkomplex USK „Olimp”, Toliatti Asistență: 2.700 Arbitri: Antić, Jakovljević |
| 20 ianuarie 2018 16:00 | 3× 1×      | Cronică | 2×                  | Sportkomplex USK „Olimp”, Toliatti Asistență: 2.700 Arbitri: Antić, Jakovljević |

| 21 ianuarie 2018 14:00 | København Håndbold | 29 - 30 | Issy Paris Hand | Frederiksberg Opvisningshal, Frederiksberg Asistență: 743 Arbitri: Christidi, Papamattheou |
| 21 ianuarie 2018 14:00 | Bont 8             | (13-13) | Pintea 8        | Frederiksberg Opvisningshal, Frederiksberg Asistență: 743 Arbitri: Christidi, Papamattheou |
| 21 ianuarie 2018 14:00 | 3× 1×              | Cronică | 3× 2×           | Frederiksberg Opvisningshal, Frederiksberg Asistență: 743 Arbitri: Christidi, Papamattheou |

| 27 ianuarie 2018 17:00 | Vipers Kristiansand | 30 - 21 | HC Lada     | Aquarama, Kristiansand Asistență: 1.040 Arbitri: Thomassen, Schols |
| 27 ianuarie 2018 17:00 | Sulland 11          | (14-11) | Dmitrieva 7 | Aquarama, Kristiansand Asistență: 1.040 Arbitri: Thomassen, Schols |
| 27 ianuarie 2018 17:00 | 3× 1×               | Cronică | 5× 3×       | Aquarama, Kristiansand Asistență: 1.040 Arbitri: Thomassen, Schols |

| 28 ianuarie 2018 16:00 | Issy Paris Hand | 28 - 28 | København Håndbold | Palais des sports Robert Charpentier, Issy Asistență: 1.300 Arbitri: Ilieva, Karbeska |
| 28 ianuarie 2018 16:00 | Pintea 9        | (14-13) | Bidstrup 7         | Palais des sports Robert Charpentier, Issy Asistență: 1.300 Arbitri: Ilieva, Karbeska |
| 28 ianuarie 2018 16:00 | 1× 3×           | Cronică | 1× 3×              | Palais des sports Robert Charpentier, Issy Asistență: 1.300 Arbitri: Ilieva, Karbeska |

| 3 februarie 2018 20:30 | Issy Paris Hand  | 24 - 25 | Vipers Kristiansand | Vélodrome national, Montigny-le-Bretonneux Asistență: 5.000 Arbitri: Budzák, Záhradník |
| 3 februarie 2018 20:30 | Sercien Ugolin 6 | (12-9)  | Sulland 10          | Vélodrome national, Montigny-le-Bretonneux Asistență: 5.000 Arbitri: Budzák, Záhradník |
| 3 februarie 2018 20:30 | 3×               | Cronică | 3× 1×               | Vélodrome national, Montigny-le-Bretonneux Asistență: 5.000 Arbitri: Budzák, Záhradník |

| 4 februarie 2018 14:00 | København Håndbold | 28 - 31 | HC Lada      | Frederiksberg Opvisningshal, Frederiksberg Asistență: 704 Arbitri: Jerlecki, Łabuń |
| 4 februarie 2018 14:00 | Bidstrup 7         | (11-17) | Dmitrieva 12 | Frederiksberg Opvisningshal, Frederiksberg Asistență: 704 Arbitri: Jerlecki, Łabuń |
| 4 februarie 2018 14:00 | 4× 3×              | Cronică | 7× 3×        | Frederiksberg Opvisningshal, Frederiksberg Asistență: 704 Arbitri: Jerlecki, Łabuń |

| 10 februarie 2018 16:00 | HC Lada     | 25 - 24 | Issy Paris Hand  | Sportkomplex USK „Olimp”, Toliatti Asistență: 2.700 Arbitri: Doicinov, Gorețov |
| 10 februarie 2018 16:00 | Dmitrieva 9 | (13-13) | Sercien Ugolin 5 | Sportkomplex USK „Olimp”, Toliatti Asistență: 2.700 Arbitri: Doicinov, Gorețov |
| 10 februarie 2018 16:00 | 4× 2×       | Cronică | 5× 2×            | Sportkomplex USK „Olimp”, Toliatti Asistență: 2.700 Arbitri: Doicinov, Gorețov |

| 10 februarie 2018 17:00 | Vipers Kristiansand | 30 - 23 | København Håndbold | Aquarama, Kristiansand Asistență: 1.517 Arbitri: Zendali, Riello |
| 10 februarie 2018 17:00 | Brattset 10         | (11-12) | Lykkegaard 6       | Aquarama, Kristiansand Asistență: 1.517 Arbitri: Zendali, Riello |
| 10 februarie 2018 17:00 | 2×                  | Cronică | 3×                 | Aquarama, Kristiansand Asistență: 1.517 Arbitri: Zendali, Riello |

### Grupa C
| Echipa        | M | V | E | Î | GM  | GP  | G   | Pct |
| ------------- | - | - | - | - | --- | --- | --- | --- |
| Kastamonu Bld | 6 | 5 | 0 | 1 | 165 | 146 | +19 | 10  |
| Viborg HK     | 6 | 4 | 0 | 2 | 157 | 148 | +9  | 8   |
| Byasen HE     | 6 | 3 | 0 | 3 | 166 | 152 | +14 | 6   |
| GTPR Gdynia   | 6 | 0 | 0 | 6 | 137 | 179 | −42 | 0   |

| 5 ianuarie 2018 19:00 | GTPR Gdynia | 22 - 24 | Byasen HE           | Gdynia Arena, Gdynia Asistență: 800 Arbitri: Lindenbaum, Laron |
| 5 ianuarie 2018 19:00 | Zych 13     | (8-15)  | Högdahl, Jacobsen 7 | Gdynia Arena, Gdynia Asistență: 800 Arbitri: Lindenbaum, Laron |
| 5 ianuarie 2018 19:00 | 3× 1×       | Cronică | 5× 2×               | Gdynia Arena, Gdynia Asistență: 800 Arbitri: Lindenbaum, Laron |

| 6 ianuarie 2018 16:00 | Viborg HK              | 26 - 28 | Kastamonu Bld   | Vibocold Arena Viborg, Viborg Asistență: 793 Arbitri: Budzák, Záhradník |
| 6 ianuarie 2018 16:00 | Nørgaard Østerballe 10 | (13-15) | İskenderoğlu 11 | Vibocold Arena Viborg, Viborg Asistență: 793 Arbitri: Budzák, Záhradník |
| 6 ianuarie 2018 16:00 | 2× 3×                  | Cronică | 2×              | Vibocold Arena Viborg, Viborg Asistență: 793 Arbitri: Budzák, Záhradník |

| 13 ianuarie 2018 17:00 | Byasen HE | 21 - 28 | Viborg HK   | Trondheim Spektrum, Trondheim Asistență: 850 Arbitri: Lončar, Lončar |
| 13 ianuarie 2018 17:00 | Högdahl 6 | (10-12) | Jørgensen 6 | Trondheim Spektrum, Trondheim Asistență: 850 Arbitri: Lončar, Lončar |
| 13 ianuarie 2018 17:00 | 1× 2×     | Cronică | 5× 2×       | Trondheim Spektrum, Trondheim Asistență: 850 Arbitri: Lončar, Lončar |

| 14 ianuarie 2018 17:00 | Kastamonu Bld  | 28 - 25 | GTPR Gdynia | Atatürk Spor Salonu, Kastamonu Asistență: 1.500 Arbitri: Metalari, Nikolovski |
| 14 ianuarie 2018 17:00 | İskenderoğlu 9 | (16-12) | Zych 10     | Atatürk Spor Salonu, Kastamonu Asistență: 1.500 Arbitri: Metalari, Nikolovski |
| 14 ianuarie 2018 17:00 | 3×             | Cronică | 4× 3×       | Atatürk Spor Salonu, Kastamonu Asistență: 1.500 Arbitri: Metalari, Nikolovski |

| 21 ianuarie 2018 14:00 | Viborg HK | 27 - 24 | GTPR Gdynia | Vibocold Arena Viborg, Viborg Asistență: 1.026 Arbitri: Stokes, Bartlett |
| 21 ianuarie 2018 14:00 | Nielsen 6 | (15-11) | Matieli 9   | Vibocold Arena Viborg, Viborg Asistență: 1.026 Arbitri: Stokes, Bartlett |
| 21 ianuarie 2018 14:00 | 1× 2×     | Cronică | 5× 2×       | Vibocold Arena Viborg, Viborg Asistență: 1.026 Arbitri: Stokes, Bartlett |

| 21 ianuarie 2018 17:00 | Kastamonu Bld  | 30 - 28 | Byasen HE  | Atatürk Spor Salonu, Kastamonu Asistență: 1.500 Arbitri: Haramul, Blanár |
| 21 ianuarie 2018 17:00 | İskenderoğlu 9 | (19-12) | Jacobsen 8 | Atatürk Spor Salonu, Kastamonu Asistență: 1.500 Arbitri: Haramul, Blanár |
| 21 ianuarie 2018 17:00 | 4× 2×          | Cronică | 3× 2×      | Atatürk Spor Salonu, Kastamonu Asistență: 1.500 Arbitri: Haramul, Blanár |

| 27 ianuarie 2018 17:00 | Byasen HE  | 26 - 24 | Kastamonu Bld | Trondheim Spektrum, Trondheim Asistență: 430 Arbitri: Pîrvu, Potîrniche |
| 27 ianuarie 2018 17:00 | Jacobsen 7 | (12-9)  | Uskova 6      | Trondheim Spektrum, Trondheim Asistență: 430 Arbitri: Pîrvu, Potîrniche |
| 27 ianuarie 2018 17:00 | 3×         | Cronică | 5× 3×         | Trondheim Spektrum, Trondheim Asistență: 430 Arbitri: Pîrvu, Potîrniche |

| 28 ianuarie 2018 15:00 | GTPR Gdynia | 21 - 32 | Viborg HK             | Gdynia Arena, Gdynia Asistență: 400 Arbitri: Di Domenico, Fornasier |
| 28 ianuarie 2018 15:00 | Zych 5      | (15-15) | Nørgaard Østerballe 9 | Gdynia Arena, Gdynia Asistență: 400 Arbitri: Di Domenico, Fornasier |
| 28 ianuarie 2018 15:00 | 1× 3×       | Cronică | 3×                    | Gdynia Arena, Gdynia Asistență: 400 Arbitri: Di Domenico, Fornasier |

| 3 februarie 2018 17:00 | Byasen HE | 41 - 19 | GTPR Gdynia | Trondheim Spektrum, Trondheim Asistență: 520 Arbitri: Geraets, Geraets |
| 3 februarie 2018 17:00 | Högdahl 9 | (18-9)  | Kozłowska 6 | Trondheim Spektrum, Trondheim Asistență: 520 Arbitri: Geraets, Geraets |
| 3 februarie 2018 17:00 | 2× 3×     | Cronică | 2× 3×       | Trondheim Spektrum, Trondheim Asistență: 520 Arbitri: Geraets, Geraets |

| 4 februarie 2018 17:00 | Kastamonu Bld | 28 - 15 | Viborg HK             | Atatürk Spor Salonu, Kastamonu Asistență: 1.500 Arbitri: Kaluđerović, Vujačić |
| 4 februarie 2018 17:00 | Uskova 6      | (13-6)  | Nørgaard Østerballe 4 | Atatürk Spor Salonu, Kastamonu Asistență: 1.500 Arbitri: Kaluđerović, Vujačić |
| 4 februarie 2018 17:00 | 3×            | Cronică | 1× 3×                 | Atatürk Spor Salonu, Kastamonu Asistență: 1.500 Arbitri: Kaluđerović, Vujačić |

| 9 februarie 2018 19:00 | GTPR Gdynia | 26 - 27 | Kastamonu Bld | Gdynia Arena, Gdynia Asistență: 300 Arbitri: Rakitina, Tkaciuk |
| 9 februarie 2018 19:00 | Zych 10     | (13-12) | Uskova 5      | Gdynia Arena, Gdynia Asistență: 300 Arbitri: Rakitina, Tkaciuk |
| 9 februarie 2018 19:00 | 4× 1×       | Cronică | 9× 3×         | Gdynia Arena, Gdynia Asistență: 300 Arbitri: Rakitina, Tkaciuk |

| 10 februarie 2018 14:00 | Viborg HK                    | 29 - 26 | Byasen HE | Vibocold Arena Viborg, Viborg Asistență: 1.268 Arbitri: Hofer, Schmidhuber |
| 10 februarie 2018 14:00 | Bodholt Nielsen, Strömberg 6 | (16-16) | Högdahl 9 | Vibocold Arena Viborg, Viborg Asistență: 1.268 Arbitri: Hofer, Schmidhuber |
| 10 februarie 2018 14:00 | 3× 2× 1×                     | Cronică | 2×        | Vibocold Arena Viborg, Viborg Asistență: 1.268 Arbitri: Hofer, Schmidhuber |

### Grupa D
| Echipa         | M | V | E | Î | GM  | GP  | G   | Pct |
| -------------- | - | - | - | - | --- | --- | --- | --- |
| Larvik HK      | 6 | 4 | 1 | 1 | 166 | 146 | +20 | 9   |
| HC Zalău       | 6 | 4 | 0 | 2 | 147 | 151 | −4  | 8   |
| H 65 Höör      | 6 | 3 | 0 | 3 | 158 | 150 | +8  | 6   |
| DHK Baník Most | 6 | 0 | 1 | 5 | 146 | 170 | −24 | 1   |

| 6 ianuarie 2018 15:00 | H 65 Höör | 28 - 27 | DHK Baník Most | Eslövhallen, Eslöv Asistență: 1.200 Arbitri: Kjær, Pedersen |
| 6 ianuarie 2018 15:00 | Mässing 6 | (10-14) | Jeřábková 14   | Eslövhallen, Eslöv Asistență: 1.200 Arbitri: Kjær, Pedersen |
| 6 ianuarie 2018 15:00 | 2×        | Cronică | 1×             | Eslövhallen, Eslöv Asistență: 1.200 Arbitri: Kjær, Pedersen |

| 7 ianuarie 2018 17:00 | Larvik HK  | 28 - 23 | HC Zalău | Boligmappa Arena Larvik, Larvik Asistență: 889 Arbitri: Simone, Monitillo |
| 7 ianuarie 2018 17:00 | Breistøl 9 | (15-7)  | Tămaș 6  | Boligmappa Arena Larvik, Larvik Asistență: 889 Arbitri: Simone, Monitillo |
| 7 ianuarie 2018 17:00 | 3× 2×      | Cronică | 4× 3×    | Boligmappa Arena Larvik, Larvik Asistență: 889 Arbitri: Simone, Monitillo |

| 13 ianuarie 2018 18:00 | DHK Baník Most | 21 - 21 | Larvik HK | Sportovní hala Baník Most, Most Asistență: 1.000 Arbitri: Pandžić, Šatordžija |
| 13 ianuarie 2018 18:00 | Szarková 10    | (11-12) | Mørk 8    | Sportovní hala Baník Most, Most Asistență: 1.000 Arbitri: Pandžić, Šatordžija |
| 13 ianuarie 2018 18:00 | 5× 3×          | Cronică | 4× 3×     | Sportovní hala Baník Most, Most Asistență: 1.000 Arbitri: Pandžić, Šatordžija |

| 14 ianuarie 2018 17:00 | HC Zalău | 24 - 21 | H 65 Höör | Sala Sporturilor „Gheorghe Tadici”, Zalău Asistență: 900 Arbitri: Chaskis, Tsakonas |
| 14 ianuarie 2018 17:00 | Dragut 6 | (10-8)  | Bardis 5  | Sala Sporturilor „Gheorghe Tadici”, Zalău Asistență: 900 Arbitri: Chaskis, Tsakonas |
| 14 ianuarie 2018 17:00 | 5× 3×    | Cronică | 5× 3×     | Sala Sporturilor „Gheorghe Tadici”, Zalău Asistență: 900 Arbitri: Chaskis, Tsakonas |

| 20 ianuarie 2018 15:00 | H 65 Höör        | 25 - 27 | Larvik HK  | Eslövhallen, Eslöv Asistență: 1.200 Arbitri: Rakitina, Tkaciuk |
| 20 ianuarie 2018 15:00 | trei jucătoare 4 | (14-14) | Hjertner 6 | Eslövhallen, Eslöv Asistență: 1.200 Arbitri: Rakitina, Tkaciuk |
| 20 ianuarie 2018 15:00 | 4× 3× 1×         | Cronică | 4× 3×      | Eslövhallen, Eslöv Asistență: 1.200 Arbitri: Rakitina, Tkaciuk |

| 21 ianuarie 2018 18:00 | DHK Baník Most | 22 - 25 | HC Zalău | Sportovní hala Baník Most, Most Asistență: 1.250 Arbitri: Barysas, Petrušis |
| 21 ianuarie 2018 18:00 | Zachová 8      | (12-11) | Rob 6    | Sportovní hala Baník Most, Most Asistență: 1.250 Arbitri: Barysas, Petrušis |
| 21 ianuarie 2018 18:00 | 2×             | Cronică | 5× 3× 1× | Sportovní hala Baník Most, Most Asistență: 1.250 Arbitri: Barysas, Petrušis |

| 27 ianuarie 2018 17:00 | Larvik HK | 34 - 23 | H 65 Höör | Boligmappa Arena Larvik, Larvik Asistență: 409 Arbitri: Grigalionis, Šniurevičius |
| 27 ianuarie 2018 17:00 | Mørk 10   | (20-10) | Olsson 7  | Boligmappa Arena Larvik, Larvik Asistență: 409 Arbitri: Grigalionis, Šniurevičius |
| 27 ianuarie 2018 17:00 | 4× 1×     | Cronică | 6× 3× 1×  | Boligmappa Arena Larvik, Larvik Asistență: 409 Arbitri: Grigalionis, Šniurevičius |

| 27 ianuarie 2018 17:00 | HC Zalău | 31 - 28 | DHK Baník Most | Sala Sporturilor „Gheorghe Tadici”, Zalău Asistență: 915 Arbitri: Beqiri, Krasniqi |
| 27 ianuarie 2018 17:00 | Rob 9    | (15-13) | Szarková 8     | Sala Sporturilor „Gheorghe Tadici”, Zalău Asistență: 915 Arbitri: Beqiri, Krasniqi |
| 27 ianuarie 2018 17:00 | 1× 3×    | Cronică | 3×             | Sala Sporturilor „Gheorghe Tadici”, Zalău Asistență: 915 Arbitri: Beqiri, Krasniqi |

| 4 februarie 2018 17:00 | HC Zalău          | 25 - 22 | Larvik HK  | Sala Sporturilor „Gheorghe Tadici”, Zalău Asistență: 900 Arbitri: Jovandić, Sekulić |
| 4 februarie 2018 17:00 | patru jucătoare 4 | (13-9)  | Breistøl 7 | Sala Sporturilor „Gheorghe Tadici”, Zalău Asistență: 900 Arbitri: Jovandić, Sekulić |
| 4 februarie 2018 17:00 | 3×                | Cronică | 2× 3×      | Sala Sporturilor „Gheorghe Tadici”, Zalău Asistență: 900 Arbitri: Jovandić, Sekulić |

| 4 februarie 2018 18:00 | DHK Baník Most | 19 - 31 | H 65 Höör           | Sportovní hala Baník Most, Most Asistență: 700 Arbitri: Rauchs, Linster |
| 4 februarie 2018 18:00 | Szarková 11    | (11-15) | Lindqvist, Olsson 7 | Sportovní hala Baník Most, Most Asistență: 700 Arbitri: Rauchs, Linster |
| 4 februarie 2018 18:00 | 2× 1×          | Cronică | 2× 3×               | Sportovní hala Baník Most, Most Asistență: 700 Arbitri: Rauchs, Linster |

| 10 februarie 2018 15:00 | H 65 Höör | 30 - 19 | HC Zalău | Eslövhallen, Eslöv Asistență: 300 Arbitri: Pech, Vagvölgyi |
| 10 februarie 2018 15:00 | Mässing 7 | (15-8)  | Rob 6    | Eslövhallen, Eslöv Asistență: 300 Arbitri: Pech, Vagvölgyi |
| 10 februarie 2018 15:00 | 5× 2×     | Cronică | 4× 3×    | Eslövhallen, Eslöv Asistență: 300 Arbitri: Pech, Vagvölgyi |

| 10 februarie 2018 17:30 | Larvik HK           | 34 - 29 | DHK Baník Most | Boligmappa Arena Larvik, Larvik Asistență: 417 Arbitri: Mertinian, Syrepisios |
| 10 februarie 2018 17:30 | Morena Lima, Mørk 6 | (16-17) | Szarková 11    | Boligmappa Arena Larvik, Larvik Asistență: 417 Arbitri: Mertinian, Syrepisios |
| 10 februarie 2018 17:30 | 4× 2×               | Cronică | 4× 3×          | Boligmappa Arena Larvik, Larvik Asistență: 417 Arbitri: Mertinian, Syrepisios |